# Lo Fat Orchestra
Lo Fat Orchestra (LFO) ist eine dreiköpfige Low Fidelity-Popband aus Schaffhausen in der Schweiz. Die Band verzichtet überwiegend auf Gitarre und spielt ihre Songs live lediglich mit Bass, Heimorgeln und Schlagzeug. Lo Fat Orchestra wurde von Christoph Schmid, Daniel Zimmermann und Thorsten Strohmeier gegründet. Die Band bringt ihre Veröffentlichungen in der Regel beim Hamburger Plattenlabel Sounds of Subterrania heraus. Bisher erschienen drei Alben sowie zwei Maxi-Singles der Band. Auf ihrem letzten Album the second word is love befand sich der Song going with the punks, welcher in Indie Kreisen zu einem kleinen Hit wurde. Die Platte erhielt im Musikmagazin Ox 10 (von 10) Punkte. Thorsten Strohmeier verliess die Band Ende 2014. Ab Anfang 2015 spielt Roman Stäheli den Bass bei Lo Fat Orchestra, neuer Bassist ist (Stand: Februar 2024) Dominic Rubli (bekannt von Grüze Pack).

## Diskografie
- 2007: Canned candies (LP/CD, milk and chocolate records, flight13 records)
- 2009: Questions for honey (LP/CD, sounds of subterrania)
- 2012: The second word is love (LP/CD, sounds of subterrania)
- 2012: We’ll be friends (Single, flight 13 records) (7" Single)
- 2013: We need you 12 (Maxi Vinyl und Download, sounds of subterrania)
- 2014: love of my life (Flexi Disc, Flexi Disko)
- 2017: Neon Lights (LP/CD, sounds of subterrania)